# Koos van der Wildt

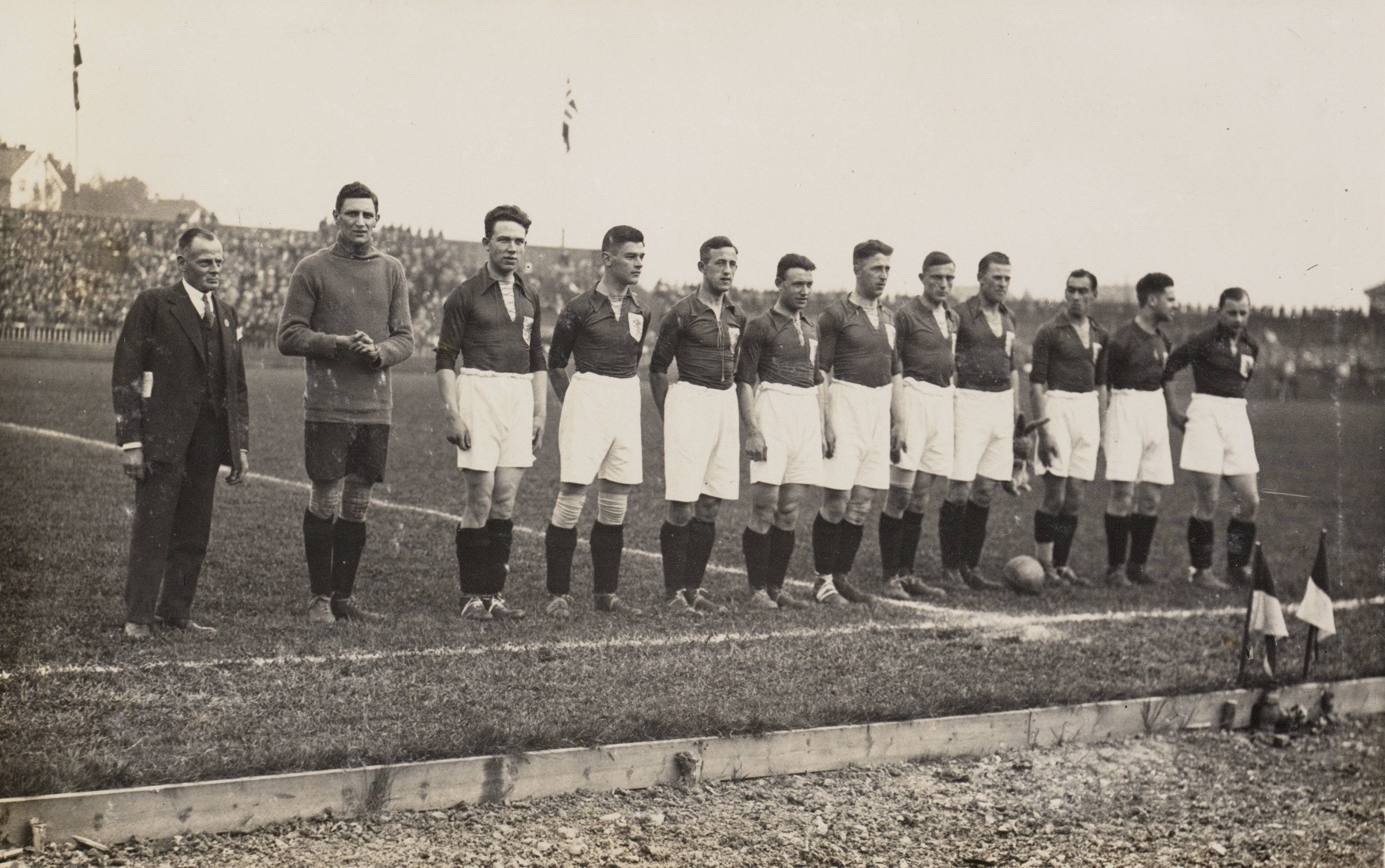
Koos van der Wildt (5e van links) in het Nederlands elftal 1929

Jacobus "Koos" van der Wildt (Voorburg, 23 november 1905 – 25 januari 1985) was een Nederlands voetballer die als verdediger speelde.
Van der Wildt kwam uit voor VUC waarmee hij in 1927 de NVB Beker won. Tussen 1929 en 1930 speelde hij in totaal zeven keer voor het Nederlands voetbalelftal.